# Chrestianer
Chrestianer ist die geläufige deutsche Übersetzung des Lateinischen chrestianus und Griechischen χρηστιανός,. Beide Begriffe bezeichnen Christen. In den frühen Schriften des ersten und zweiten Jahrhunderts nach Christus waren wohl chrestianus und χρηστιανός Alternativschreibungen für christianus bzw. χριστιανός.

## Textstellen
Die meisten textkritischen Ausgaben geben die Erwähnungen von Christen und Christus bei Sueton und Tacitus als chrestianus bzw. chrestos wieder. Mit der Zeit hat sich aber die (etymologisch korrekte) Schreibweise mit 'i' durchgesetzt. Plinius der Jüngere, ein Zeitgenosse von Sueton, schreibt in seinen Plinius-Briefen bereits von Christus und Christianus.
Diese Schreibung ist nicht nur auf nicht-christliche Autoren, die den Namen Christus womöglich gar nicht kannten, beschränkt. Es gibt mehrere Hinweise, dass Chrestianer ebenso von den Anhängern Jesu verwendet wurden und dem damaligen Sprachgebrauch entsprach. Im Neuen Testament findet sich die Bezeichnung „Christ“ an den Stellen Apg 11,26 , Apg 26,18  und 1. Pet 4,16 . Im Codex Sinaiticus aus dem 4. Jahrhundert nach Christus wird das Wort an allen drei Stellen mit Eta wiedergegeben, was einen Rechtschreibfehler unwahrscheinlich macht. Wie das Wort Christus selbst geschrieben wurde, kann man im Manuskript nicht nachvollziehen, da es als nomen sacrum mit χρ abgekürzt wurde. Auch in Phrygien fand man Grabsteine, auf denen Chrestianer (aber auch Christianer) erwähnt werden.

## Ursachen
Die Ursache für diese Schreibung wird auf einen lautlichen Wandel im Griechischen zurückgeführt. Wie man am Neugriechischen erkennen kann, haben sich die Buchstabenverbindungen η und ει mit der Zeit lautlich dem Iota angenähert (Itazismus). Man findet in den Handschriften neben χριστιανός daher auch χρηστιανός und χρειστιανός. Im Lateinischen wurde dies dann durch chrestianus oder christianus transkribiert.
Zu der Schreibung mit dem Eta dürfte auch beigetragen haben, dass χρηστός chrēstós „der Nützliche“ oder „der Gute“ heißt und als Sklavenname verbreitet war. Möglicherweise handelte es sich um ein Wortspiel oder um eine Verwechslung.
Aufgrund der genannten Ursachen und einer statistischen Analyse folgert Walter Shandruk, dass χρηστιανός wahrscheinlich kein einfacher Rechtschreibfehler war, sondern „eine frühe und zeitgenössische lexikalische Alternative, wenn nicht sogar die Originalschreibung“ (likely an early and contemporary lexical alternative — if not the original spelling) war.

## Textkritisches Problem am Beispiel von Tacitus'Annales

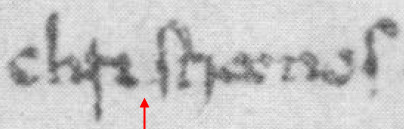
christianos im Codex Laurentianus Mediceus 68.2, es gibt eine auffällige Lücke zwischen dem 'i' und dem 's'.

Im Einzelfall ist es schwer zu entscheiden, ob es sich „nur“ um einen Rechtschreibfehler handelt oder die Schreibung so beabsichtigt war. Besonders kann man das an den Annales des Tacitus erkennen. Im Manuskript Codex Laurentianus Mediceus 68.2 taucht in Kapitel 44 ein Wort auf, das als christianos wiedergegeben ist. Man erkennt allerdings eine Lücke zwischen dem 'i' und dem 's'. Das legt nahe, dass dort ursprünglich ein anderer breiterer Buchstabe stand. Mehrere Untersuchungen schlossen daher mit dem Ergebnis, dass dort höchstwahrscheinlich chrestianos ursprünglich stand.
In der textkritischen Ausgabe nach Heinz Heubner heißt es dementsprechend:

“ergo abolendo rumori Nero subdidit reos et quaesitissimis poenis adfecit, quos per flagitia invisos vulgus Chrestianos appellabat. auctor nominis eius Christus Tiberio imperitante per procuratorem Pontium Pilatum supplicio adfectus erat.”

„Also stellte Nero, um diesem Gerücht ein Ende zu bereiten, andere als Schuldige dar und belegte sie, welche das Volk verhasste und Chrestianer nannte, mit sehr außerordentlichen Strafen. Dieser Name stammt von Christus, der unter Tiberius vom Procurator Pontius Pilatus hingerichtet worden war.“

Schwieriger zu entscheiden ist, ob Christus, welches unmittelbar danach folgt, nicht eher als Chrestus wiedergegeben werden müsste. Die gängigste Deutung ist, dass Tacitus bewusst sich für die Schreibung mit dem 'i' entschied: Er wolle lediglich darstellen, wie das Volk (vulgus) die Christen nenne, er aber wüsste ganz genau, wie man den Namen richtig schreibt.